# National Football League 1986
La stagione NFL 1986 fu la 67ª stagione sportiva della National Football League, la massima lega professionistica statunitense di football americano. La finale del campionato, il Super Bowl XXI, si disputò il 25 gennaio 1987 al Rose Bowl di Pasadena, in California e si concluse con la vittoria dei New York Giants sui Denver Broncos per 39 a 20. La stagione iniziò il 7 settembre 1986 e si concluse con il Pro Bowl 1987 che si tenne il 1º febbraio a Honolulu.

## Modifiche alle regole
- Venne vietato ai giocatori di indossare equipaggiamento, accessori o altri oggetti che portino marchi commerciali, nomi di organizzazioni o messaggi personali senza avere prima ottenuto il permesso specifico della NFL.
- Venne stabilito che, se la squadra in attacco commette un fallo a "palla morta" durante gli ultimi due minuti del secondo quarto o della partita, l'orologio della partita debba ripartire allo snap successivo.
- Venne stabilito che se un giocatore commette un fumble e la palla esce dal campo in avanti rispetto al punto del fumble, il gioco riprenda con la stessa squadra in attacco dal punto in cui si è verificato il fumble.
- Venne stabilito che se un giocatore commette un fumble e la palla esce dal campo nella end zone avversaria, il gioco riprenda con l'altra squadra in attacco dal punto in cui si è verificato il fumble. Questa regola verrà poi modificata nel 1991 risultando in un touchback.
- Venne adottato un sistema limitato di instant replay in ausilio all'arbitraggio. Un arbitro del replay, posizionato in una cabina decideva quale azione rivedere, indipendentemente dal risultato o dal tempo ancora da giocare e comunicava via radio agli arbitri in campo la sua decisione. Non vennero previsti limiti di tempo per decidere le situazioni controverse e ciò portò ad un allungamento dei tempi morti, tanto da far decidere in seguito, nel 1992, l'abolizione di questo sistema che verrà ripreso, con gli opportuni miglioramenti solo nella stagione 1999.

## Stagione regolare
La stagione regolare si svolse in 16 giornate, iniziò il 7 settembre e terminò il 22 dicembre 1986.

### Risultati della stagione regolare
- V = Vittorie, S = Sconfitte, P = Pareggi, PCT = Percentuale di vittorie, PF = Punti Fatti, PS = Punti Subiti
- La qualificazione ai play-off è indicata in verde (tra parentesi il seed)

| AFC East                 |    |    |   |     |     |     |
| Squadra                  | V  | S  | P | PCT | PF  | PS  |
| (3) New England Patriots | 11 | 5  | 0 | 688 | 412 | 307 |
| (4) New York Jets        | 10 | 6  | 0 | 625 | 364 | 386 |
| Miami Dolphins           | 8  | 8  | 0 | 500 | 430 | 405 |
| Buffalo Bills            | 4  | 12 | 0 | 250 | 287 | 348 |
| Indianapolis Colts       | 3  | 13 | 0 | 188 | 229 | 400 |

| NFC East                |    |    |   |     |     |     |
| Squadra                 | V  | S  | P | PCT | PF  | PS  |
| (1) New York Giants     | 14 | 2  | 0 | 875 | 371 | 236 |
| (4) Washington Redskins | 12 | 4  | 0 | 750 | 368 | 296 |
| Dallas Cowboys          | 7  | 9  | 0 | 438 | 346 | 337 |
| Philadelphia Eagles     | 5  | 10 | 1 | 344 | 256 | 312 |
| Saint Louis Cardinals   | 4  | 11 | 1 | 281 | 218 | 351 |

| AFC Central          |    |    |   |     |     |     |
| Squadra              | V  | S  | P | PCT | PF  | PS  |
| (1) Cleveland Browns | 12 | 4  | 0 | 750 | 391 | 310 |
| Cincinnati Bengals   | 10 | 6  | 0 | 625 | 409 | 394 |
| Pittsburgh Steelers  | 6  | 10 | 0 | 375 | 307 | 336 |
| Houston Oilers       | 5  | 11 | 0 | 313 | 274 | 329 |

| NFC Central          |    |    |   |     |     |     |
| Squadra              | V  | S  | P | PCT | PF  | PS  |
| (2) Chicago Bears    | 14 | 2  | 0 | 875 | 352 | 187 |
| Minnesota Vikings    | 9  | 7  | 0 | 563 | 398 | 273 |
| Detroit Lions        | 5  | 11 | 0 | 313 | 277 | 326 |
| Green Bay Packers    | 4  | 12 | 0 | 250 | 254 | 418 |
| Tampa Bay Buccaneers | 2  | 14 | 0 | 125 | 239 | 473 |

| AFC West               |    |    |   |     |     |     |
| Squadra                | V  | S  | P | PCT | PF  | PS  |
| (2) Denver Broncos     | 11 | 5  | 0 | 688 | 378 | 327 |
| (5) Kansas City Chiefs | 10 | 6  | 0 | 625 | 358 | 326 |
| Seattle Seahawks       | 10 | 6  | 0 | 625 | 366 | 293 |
| Los Angeles Raiders    | 8  | 8  | 0 | 500 | 323 | 346 |
| San Diego Chargers     | 4  | 12 | 0 | 250 | 335 | 396 |

| NFC West                |    |   |   |     |     |     |
| Squadra                 | V  | S | P | PCT | PF  | PS  |
| (3) San Francisco 49ers | 10 | 5 | 1 | 656 | 374 | 247 |
| (5) Los Angeles Rams    | 10 | 6 | 0 | 625 | 309 | 267 |
| Atlanta Falcons         | 7  | 8 | 1 | 469 | 280 | 280 |
| New Orleans Saints      | 7  | 9 | 0 | 438 | 288 | 287 |

## Play-off
I play-off iniziarono con i Wild Card Game il 28 dicembre 1986. I Divisional Playoff si giocarono il 3 e il 4 gennaio 1987 e i Conference Championship Game l'11 gennaio. Il Super Bowl XXI si giocò il 25 gennaio al Rose Bowl di Pasadena.

### Seeding
| Seed | American Football Conference              | National Football Conference             |
| ---- | ----------------------------------------- | ---------------------------------------- |
| 1    | Cleveland Browns (vincitori AFC Central)  | New York Giants (vincitori NFC East)     |
| 2    | Denver Broncos (vincitori AFC West)       | Chicago Bears (vincitori NFC Central)    |
| 3    | New England Patriots (vincitori AFC East) | San Francisco 49ers (vincitori NFC West) |
| 4    | New York Jets                             | Washington Redskins                      |
| 5    | Kansas City Chiefs                        | Los Angeles Rams                         |

### Incontri
| Wild Card Game | Wild Card Game                | Wild Card Game | Wild Card Game |                              |                              | Divisional Play-off           | Divisional Play-off | Divisional Play-off |                                |                                | Conference Championship        | Conference Championship | Conference Championship |  |  | Super Bowl XXI | Super Bowl XXI | Super Bowl XXI | Super Bowl XXI | Super Bowl XXI |
|                |                               |                |                |                              |                              |                               |                     |                     |                                |                                |                                |                         |                         |  |  |                |                |                |                |                |
|                |                               |                |                |                              |                              |                               |                     |                     |                                |                                |                                |                         |                         |  |  |                |                |                |                |                |
|                |                               |                |                |                              |                              | 4 gennaio - Mile High Stadium |                     |                     |                                |                                |                                |                         |                         |  |  |                |                |                |                |                |
|                |                               |                |                |                              |                              |                               |                     |                     |                                |                                |                                |                         |                         |  |  |                |                |                |                |                |
|                | 3                             | New England    | 17             |                              |                              |                               |                     |                     |                                |                                |                                |                         |                         |  |  |                |                |                |                |                |
|                | 3                             | New England    | 17             | 28 dicembre - Giants Stadium | 28 dicembre - Giants Stadium | 28 dicembre - Giants Stadium  |                     |                     | 11 gennaio - Cleveland Stadium | 11 gennaio - Cleveland Stadium | 11 gennaio - Cleveland Stadium |                         |                         |  |  |                |                |                |                |                |
|                | 2                             | Denver         | 22             | 28 dicembre - Giants Stadium | 28 dicembre - Giants Stadium | 28 dicembre - Giants Stadium  |                     |                     | 11 gennaio - Cleveland Stadium | 11 gennaio - Cleveland Stadium | 11 gennaio - Cleveland Stadium |                         |                         |  |  |                |                |                |                |                |
|                | 2                             | Denver         | 22             | 5                            | Kansas City                  | 15                            | 2                   | Denver              | 23                             |                                |                                |                         |                         |  |  |                |                |                |                |                |
|                | 3 gennaio - Cleveland Stadium |                |                | 5                            | Kansas City                  | 15                            | 2                   | Denver              | 23                             |                                |                                |                         |                         |  |  |                |                |                |                |                |
|                | 4                             | N.Y. Jets      | 35             |                              |                              | 1                             | Cleveland           | 20                  |                                |                                |                                |                         |                         |  |  |                |                |                |                |                |
|                | 4                             | N.Y. Jets      | 35             | 4                            | N.Y. Jets                    | 1                             | Cleveland           | 20                  | 20                             |                                |                                |                         |                         |  |  |                |                |                |                |                |
|                |                               |                |                | 4                            | N.Y. Jets                    |                               |                     |                     | 20                             | 25 gennaio - Rose Bowl         |                                |                         |                         |  |  |                |                |                |                |                |
|                | 1                             | Cleveland      | 23             |                              |                              |                               |                     |                     |                                |                                |                                |                         |                         |  |  |                |                |                |                |                |
|                | 1                             | Cleveland      | 23             | A2                           | Denver                       | 20                            |                     |                     |                                |                                |                                |                         |                         |  |  |                |                |                |                |                |
|                | 3 gennaio - Soldier Field     |                |                | A2                           | Denver                       | 20                            |                     |                     |                                |                                |                                |                         |                         |  |  |                |                |                |                |                |
|                |                               |                |                |                              |                              |                               |                     | N1                  | N.Y. Giants                    | 39                             |                                |                         |                         |  |  |                |                |                |                |                |
|                | 4                             | Washington     | 27             |                              |                              |                               |                     | N1                  | N.Y. Giants                    | 39                             |                                |                         |                         |  |  |                |                |                |                |                |
|                | 4                             | Washington     | 27             | 28 dicembre - RFK Stadium    | 28 dicembre - RFK Stadium    | 28 dicembre - RFK Stadium     |                     |                     | 11 gennaio - Giants Stadium    | 11 gennaio - Giants Stadium    | 11 gennaio - Giants Stadium    |                         |                         |  |  |                |                |                |                |                |
|                | 2                             | Chicago        | 13             | 28 dicembre - RFK Stadium    | 28 dicembre - RFK Stadium    | 28 dicembre - RFK Stadium     |                     |                     | 11 gennaio - Giants Stadium    | 11 gennaio - Giants Stadium    | 11 gennaio - Giants Stadium    |                         |                         |  |  |                |                |                |                |                |
|                | 2                             | Chicago        | 13             | 5                            | L.A. Rams                    | 7                             | 4                   | Washington          | 0                              |                                |                                |                         |                         |  |  |                |                |                |                |                |
|                | 4 gennaio - Giants Stadium    |                |                | 5                            | L.A. Rams                    | 7                             | 4                   | Washington          | 0                              |                                |                                |                         |                         |  |  |                |                |                |                |                |
|                | 4                             | Washington     | 19             |                              |                              | 1                             | N.Y. Giants         | 17                  |                                |                                |                                |                         |                         |  |  |                |                |                |                |                |
|                | 4                             | Washington     | 19             | 3                            | San Francisco                | 1                             | N.Y. Giants         | 17                  | 3                              |                                |                                |                         |                         |  |  |                |                |                |                |                |
|                |                               |                |                | 3                            | San Francisco                |                               |                     |                     |                                |                                |                                |                         |                         |  |  |                |                |                |                |                |
|                | 1                             | N.Y. Giants    | 49             |                              |                              |                               |                     |                     |                                |                                |                                |                         |                         |  |  |                |                |                |                |                |
|                | 1                             | N.Y. Giants    | 49             |                              |                              |                               |                     |                     |                                |                                |                                |                         |                         |  |  |                |                |                |                |                |

Nota: Il regolamento impediva gli accoppiamenti nei Divisional playoff tra squadre della stessa Division

### Vincitore
| Vincitori del Super Bowl XXI 150px New York Giants 5º titolo (1º Super Bowl) |

## Premi individuali
| MVP della NFL                   | Lawrence Taylor, Linebacker, New York Giants                                                            |
| Allenatore dell'anno            | Bill Parcells, New York Giants                                                                          |
| Giocatore offensivo dell'anno   | Eric Dickerson, Running back, Los Angeles Rams                                                          |
| Difensore dell'anno             | Lawrence Taylor, Linebacker, New York Giants                                                            |
| Rookie offensivo dell'anno      | Rueben Mayes, Running back, New Orleans Saints                                                          |
| Rookie difensivo dell'anno      | Leslie O'Neal, Defensive end, San Diego Chargers                                                        |
| NFL Comeback Player of the Year | Joe Montana, Quarterback, San Francisco 49ers, Tommy Kramer, Quarterback, Minnesota Vikings (condiviso) |